# مفارقة ورقة الشاي

الخط الأزرق يمثل التدفق الثانوي الذي يدفع أوراق الشاي إلى منتصف القاع.

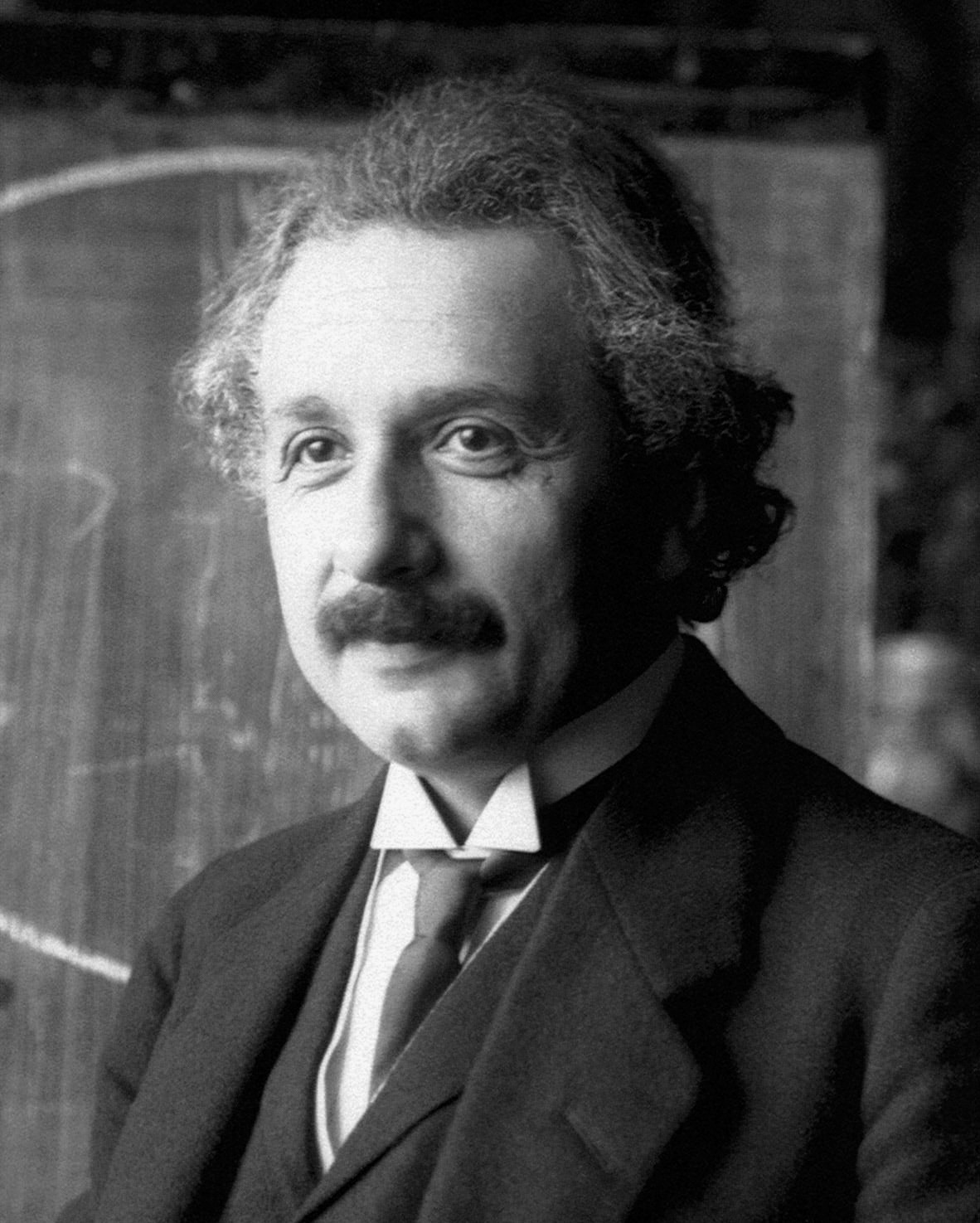
ألبرت إينشتاين حل المفارقة سنة 1926م.

مفارقة ورقة الشاي (بالإنجليزية: tea leaf paradox)‏ (بالألمانية:Teetasseneffekt)، هي ظاهرة تصف تحرك أوراق الشاي في كوب الشاي إلى وسط وقاع الكوب بعد التقليب بدلاً من تجمعها على الحواف، كما هو مفترض أن يحدث بفعل قوة الطرد المركزي. عالج بوسينسك نظرياً مسألة تكون التيارات الثانوية في قناة حلقية مبكراً عام 1868م. كما قام ميلوفتش بالتحقق عملياً من تحرك الجسيمات القريبة من القاع في تيارت النهر المنحنية عام 1913م. أول من قام بحل هذه المفارقة كان العالم ألبرت أينشتاين في ورقة بحثية قدمها عام 1926م فسٌر فيها ظاهرة تآكل ضفاف الأنهار (قانون باير).

## التفسير
يؤدي التقليب إلى دوران الماء في الكوب، مما يؤدي إلى قوة طرد مركزية نحو الخارج. ومع ذلك، بالقرب من القاع، يتباطأ الماء بسبب الاحتكاك. وبالتالي فإن قوة الطرد المركزي تكون أضعف بالقرب من الأسفل مقارنة بالأعلى، مما يؤدي إلى تدفق دائري ثانوي (حلزوني) يتجه نحو الخارج في الأعلى، وإلى الأسفل على طول الحافة الخارجية، وإلى الداخل على طول الجزء السفلي، وبذلك تصل الأوراق إلى المركز، ثم إلى الأعلى مرة أخرى
يؤدي التقليب إلى دوران الماء في الكوب، مما يؤدي إلى قوة طرد مركزية نحو الخارج. ومع ذلك، بالقرب من القاع، يتباطأ الماء بسبب الاحتكاك. وبالتالي فإن قوة الطرد المركزي تكون أضعف بالقرب من الأسفل مقارنة بالأعلى، مما يؤدي إلى تدفق دائري ثانوي (حلزوني) يتجه نحو الخارج في الأعلى، وإلى الأسفل على طول الحافة الخارجية، وإلى الداخل على طول الجزء السفلي، وبذلك تصل الأوراق إلى المركز، ثم إلى الأعلى مرة أخرى

## التطبيقات
استخدمت هذه الظاهرة لتطوير التقنية الجديدة لفصل خلايا الدم الحمراء عن بلازما الدم لفهم أنظمة الضغط الجوي، وآلية صنع الجعة.

## روابط خارجية
- تجربة Teetasseneffekt